# Chipiona
Chipiona este un municipiu în provincia Cádiz, Andaluzia, Spania cu o populație de 17.127 locuitori.
Aici sa nascut Rocio Jurado o cantareata a muzici traditionale spaniole
1. ↑  Nomenclátor Geográfico de Municipios y Entidades de Población (20240402 edition)